# 誤り (法律)
誤り（あやまり）とは法律上では、訴訟・裁判・行政不服申立・異議申立てなどの争訟手続上で起こりうる様々な誤りや誤判定のことである。誤りが生じた状況によっては上訴ができなくなる場合がある。誤審、裁判過誤、審理過誤、司法過誤ともいう。

## 種別
英米法・大陸法の司法の場合
- 無害な誤り（英語版）は、裁判や判定の結果には影響を与えない程度の事実審の審理担当者による誤りであり、アメリカ合衆国では上訴の理由にならない。また「無害な誤り」は「明確な誤り」の一種であるが、別の概念である[1]。「明確な誤り」が適切な時期の異議により明らかになった場合は、誤りをした者には当該の誤りが無害な誤りであることの立証責任が課される。しかしながら、不利益となる誤りを認識できていなかったとして上訴を行う場合は、当該の誤りが無害な誤りではないことの立証責任は、上訴する側に課される[2]。
- 招致による誤り（英語版）とは、当事者が審理中に故意に招致した誤りや誤審であり、当該当事者は上訴ができない。
- 破棄事由となる誤り（英語版）は、事実審による誤りであって、重大にすぎて控訴裁判所が第1審裁判官の判決を覆えさざるを得ないほどのもの[3]。

日本法の司法の場合
争訟の審理を担当する裁判官や審査会委員などがする誤りについては日本法においても救済手段が設けられている場合がある。
日本法の民事訴訟法は、判決・決定に計算違いや書き違いなどの明白な表現上の誤りがあった場合については更正決定申立の手続を設けているが（257条）、刑事訴訟法にはこれを認めた明文の規定はおかれていない。
その他、以下のような誤りについて上訴が行われる場合がある。
- 審理不尽 - 尋問・検証・鑑定申立の却下や、証拠調べの懈怠、判決に影響を及ぼしかねない審理予定の立案など。
- 裁判の脱漏 -「裁判所が請求の一部について裁判を脱漏したときは、訴訟は、その請求の部分については、なおその裁判所に係属」するとされている（民訴法258条）。
- 裁判所の合理的裁量の範囲の逸脱 -  事実誤認、または証拠採否に関する合理的な裁量の範囲の逸脱等（刑訴法第317条）。
- 法令解釈の誤り
- 判決の理由不備 - 判断理由の説明の懈怠。
- 証明責任の転換

個別法の定めにより、裁判官の回避や除斥が行われない場合、忌避申立など審査担当者の忌避申立てが可能とされる場合もあり、弁護士法の懲戒制度のように忌避が不可能な場合もある。
事務的な誤りもありうる。
- 調書の齟齬 - 民事訴訟法では調書異議申立が可能。
- 裁判文書送付確認の懈怠 - 民事裁判の場合、書記官の忌避を申し立てることもできる（この場合は代理の書記官が事務を担当し裁判進行は停止しない）。

## 審査機関
上訴審判専門の機関としては、国内では国税不服審判所、行政不服審査会、最高裁判所行政不服審査委員会などがある。
弁護士法
弁護士に懲戒請求をした者は、単位会の綱紀委員会が審査不相当と判断して（懲戒委員会にかけずに）懲戒しない決定をした場合、当該決定に誤りがあると思料する場合には、日本弁護士連合会に異議の申出をすることができる（弁護士法第64条）。これを受けた日弁連は、日弁連綱紀委員会で審査を行う（同法第64条の2第1項）。当該異議の申出が日弁連綱紀委員会に却下又は棄却された場合には、日弁連に綱紀審査を求めることができる。当該審査を求められた日弁連は、綱紀審査会で綱紀審査を行う（同法第64条の3）。当該異議の申出が綱紀審査会に却下又は棄却されたとしても、更に争うことはできない。
これに対し、単位会の綱紀委員会が審査相当と判断して単位会の懲戒委員会にかかったものの、懲戒しない旨の決定が行われたり、不当に軽い懲戒処分が行われたりした場合にも、日弁連に異議の申出をすることができる（弁護士法第64条）。ただ、この場合は、申出を受けた日弁連は、日弁連懲戒委員会で審査を行う（同法第64条の5第1項）。当該異議の申出が日弁連懲戒委員会に却下又は棄却されたとしても、更に争うことはできない。
他方、単位弁護士会から懲戒処分を受けた弁護士は、当該処分に誤りがあると思料する場合には、日本弁護士連合会に対し審査請求を行うことができる（弁護士法第59条）。当該審査請求が却下又は棄却された場合には、東京高等裁判所に取消訴訟を提起することができる（同法第61条第1項）。